# Ива сизоватая
И́ва сизова́тая (лат. Salix caesia) — вид лиственных деревьев или кустарников из рода Ива (Salix) семейства Ивовые (Salicaceae).

## Распространение и экология
В природе ареал вида разбивается на две области:
- европейская — юго-восток Франции, север Италии, Швейцария, запад Австрии
- азиатская — юго-восток европейской части России, южные районы Сибири, Таджикистан, Киргизия, Монголия и западные районы Китая (Синьцзян-Уйгурский и Тибетский автономные районы).

Культивируется повсеместно.
Произрастает в горном поясе, по берегам речек.

## Ботаническое описание
Представители вида — кустарники приземистые, иногда прижатые к земле. Кора на молодых ветвях красно-буроватая, часто густо-шелковисто-волосистая; на старых — желтовато-серая, голая.
Почки мелкие, прижато-сплюснутые, туповатые, жёлтые или красноватые, голые. Прилистники по большей части отсутствуют. Листья мелкие, длиной 2—3 см, шириной до 1,5 см, овальные, эллиптические или ланцетные, острые, жёсткие, серовато-зелёные, снизу сизые, на очень коротких черешках длиной 2—5 мм, голых или опушённых
Серёжки мелкие, густые, на коротких олиственных ножках, развиваются несколько позже листьев. Мужские серёжки длиной 0,8—1,2 см, диаметром около 0,5 мм; женские — длиной 1,5—2 см, диаметром 0,9 см. Прицветные чешуи языковидные или обратнояйцевидные, светло-бурые. Тычинки в числе двух, доверху сросшиеся, с свободными, желтыми пыльниками и одним линейно-продолговатым, рыжеватым, двух—трёх-лопастным нектарником. Завязь шириной около 3 мм, яйцевидно-коническая, густо-шелковисто-волосистая, позже красноватая. Столбик длиной около 0,5 мм, с цельным или выемчатым рыльцем.
Плод — коробочка длиной до 5 мм.

## Таксономия
Вид Ива сизоватая входит в род Ива (Salix) семейства Ивовые (Salicaceae) порядка Мальпигиецветные (Malpighiales).
|  |                                      |  |                                                             |                                                             |                  |  | ещё 36 семейств (согласно Системе APG II) | ещё 36 семейств (согласно Системе APG II) |                    |  |  |  | ещё более 500 видов |
|  |                                      |  |                                                             |                                                             |                  |  | ещё 36 семейств (согласно Системе APG II) | ещё 36 семейств (согласно Системе APG II) |                    |  |  |  | ещё более 500 видов |
|  |                                      |  |                                                             | порядок Мальпигиецветные                                    |                  |  |                                           |                                           | род Ива            |  |  |  |                     |
|  |                                      |  |                                                             | порядок Мальпигиецветные                                    |                  |  |                                           |                                           | род Ива            |  |  |  |                     |
|  | отдел Цветковые, или Покрытосеменные |  |                                                             |                                                             | семейство Ивовые |  |                                           |                                           | вид Ива сизоватая  |  |  |  |                     |
|  | отдел Цветковые, или Покрытосеменные |  |                                                             |                                                             | семейство Ивовые |  |                                           |                                           |                    |  |  |  |                     |
|  |                                      |  | ещё 44 порядка цветковых растений (согласно Системе APG II) | ещё 44 порядка цветковых растений (согласно Системе APG II) |                  |  |                                           | ещё около 57 родов                        | ещё около 57 родов |  |  |  |                     |
|  |                                      |  |                                                             | ещё 44 порядка цветковых растений (согласно Системе APG II) |                  |  |                                           |                                           | ещё около 57 родов |  |  |  |                     |